# Maruca nigroapicalis
Maruca nigroapicalis là một loài bướm đêm trong họ Crambidae.